# Arxiu General de Simancas
L'Arxiu General de Simancas (en castellà: Archivo General de Simancas) (també conegut per les sigles, AGS), és el primer arxiu oficial de la Corona de Castella, ja que va ser fundat l'any 1540. Des de la seva fundació està ubicat al castell de la localitat de Simancas (província de Valladolid).
L'arxiu ha esdevingut una institució cultural dependent del Ministeri de Cultura d'Espanya. A les seves dependències, a banda de les tasques de conservació i catalogació dels seus fons documentals, s'hi poden fer tasques d'investigació, i també alberga un Museu.
L'arxiu conté 61.505 lligalls i 5.196 volums. Les sèries principals catalogades són: títols de Castella, de Flandes, d'Itàlia i de Portugal; negociacions amb Anglaterra, i registre del segell. Altres fonts també importants són: manual de l'estat i patrimoni reial, butlles, secretaris provincials, guerra i marina, inquisició, patronat eclesiàstic, cambra de Castella, corts, comptadories, casa reial, gràcies i privilegis, direcció general de rendes i consell reial.

## Història

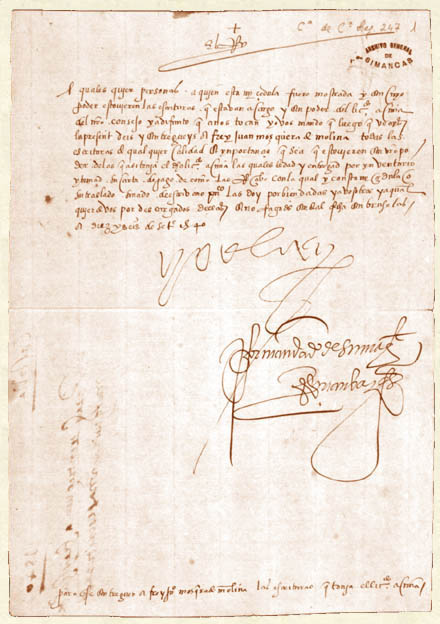
Cèdula donada per Carles I en què s'ordena el trasllat de documents des de la Chancillería de Valladolid al castell de Simancas. Data del 16 de setembre de 1540 a Brussel·les, i és un dels documents fundacionals del AGS.

L'any 1509 Ferran el Catòlic havia ordenat la reunió d'escriptures reials a Valladolid i a Granada.
L'any 1540 Carles I establí la creació d'un arxiu oficial de la Corona de Castella en el castell de Simancas. En el moment de la seva fundació l'arxiu compartí edifici amb una presó. No obstant això, la intenció de crear un gran arxiu centralitzat queda clara des del primer moment: ja en els anys 1542-43 hi ha constància de diverses obres de remodelació de l'edifici, així com de les primeres remeses de documents trameses cap a l'arxiu.
La consolidació definitiva de l'arxiu la durà a terme Felip II, que l'any 1561 organitzà l'arxiu general de la corona de Castella sota la direcció de Diego de Ayala.
L'any 1810 Napoleó feu conduir a París tota la documentació recollida a Simancas, la qual fou retornada el 1816, llevat d'alguna secció de gran interès per a França.